# Saint-Lizier
Saint-Lizier je městečko na jihu Francie v departementu Ariège nedaleko Saint-Girons.

## Historie města
Město je staré téměř dva tisíce let. Původně se římské sídliště jmenovalo Austria. Od 6. století se stalo důležitým centrem křesťanství a bylo přejmenováno podle prvního hlasatele křesťanské víry na Saint-Lizier.

## Významné památky
Největší dominantou hradbami sevřeného historického městečka je biskupský palác na vrcholu kopce. Katedrála de Saint-Lizier se svou osmibokou věží a freskami z 12. století je ukázkou románské architektury stejně jako přilehlý klášter s křížovou chodbou plnou sloupových hlavic s klasickými katalánskými reliéfy.

## Demografie
Počet obyvatel